# Blaser Jagdwaffen
Die Blaser GmbH mit Sitz in Isny im Allgäu ist ein Hersteller und Vertreiber von Jagdwaffen, wie Büchsen, Repetierer, kombinierte Waffen, Flinten aber auch von Präzisionswaffen sowie Jagd- und Outdoorbekleidung.

## Geschichte

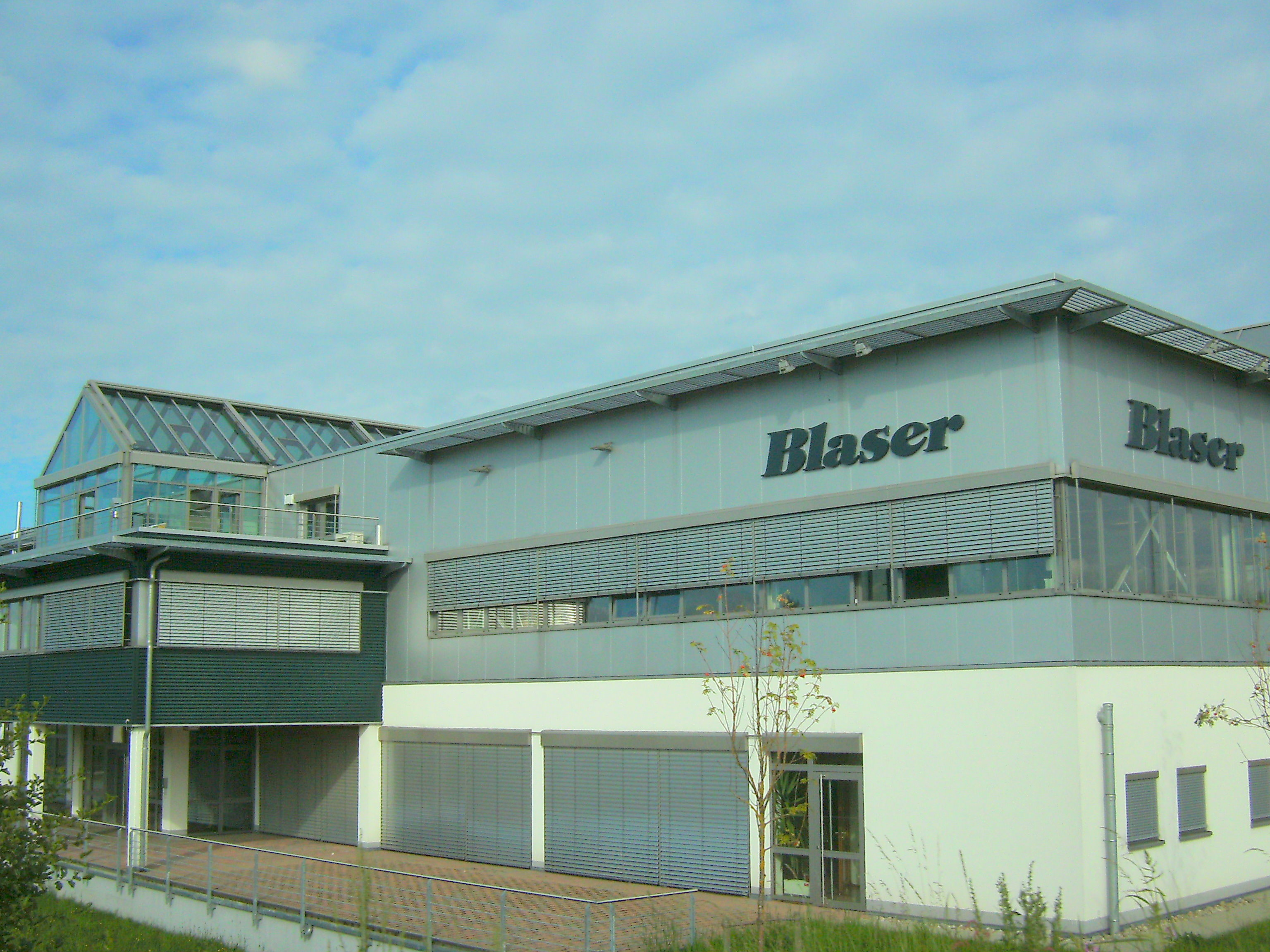
Blaser Jagdwaffen

Das Unternehmen wurde 1957 vom Büchsenmachermeister Horst Blaser (* 1932) gegründet. Anfangs wurden verschiedene Bockbüchsflinten entwickelt und gebaut. Die Blaser 60, basierend auf der Bockbüchsflinte Diplomat, war die erste deutsche Jagdwaffe, die fast komplett mit Maschinen gefertigt werden konnte. 1971 hatte der Betrieb etwa 40 Mitarbeiter. 1985 verkaufte Horst Blaser die Firma, die zu diesem Zeitpunkt etwa 60 Angestellte hatte, an den Unternehmer Gerhard Blenk. In den folgenden 12 Jahren erfuhr der Betrieb sein größtes Wachstum, die Belegschaft wuchs annähernd um das Dreifache. In dieser Zeit übernahm Blaser die traditionsreiche Jagdwaffenmarke Mauser vom Rüstungskonzern Rheinmetall.
1997 fusionierten Blaser und der Schweizer SIG-Konzern. Die SIG war Hersteller des Schweizer Sturmgewehrs und Muttergesellschaft der Waffenhersteller Sauer und Hämmerli. Im Jahre 2000 trennte sich die SIG von ihrem Waffengeschäft, der Unternehmensbereich wurde an die Unternehmer Michael Lüke und Thomas Ortmeier (L & O Holding) verkauft. Hinter den Einzelfirmen Blaser Jagdwaffen, J. P. Sauer & Sohn und Mauser stehen demnach dieselben Eigentümer. Weiterhin gehört der Waffenhersteller SAN Swiss Arms aus Neuhausen am Rheinfall Lüke und Ortmeier, wie auch bis ins Jahr 2006 das Handelsunternehmen für „Jagd und Natur“, die Kettner International. Schon vor ihrem Einstieg bei Blaser und auch weiterhin sind Lüke und Ortmeier in der TWE Vliesstoffwerke GmbH & Co. KG, Emsdetten, wirtschaftlich engagiert. Blaser Jagdwaffen beschäftigte im Jahr 2016 rund 470 Mitarbeiter.
Blaser exportiert seine Produkte weltweit mit hohen verkauften Stückzahlen, die vor allem mit dem Verkaufserfolg des Geradezugrepetierer Blaser R 93 erreicht wurden. Von dieser Büchse wurden innerhalb der ersten zehn Produktionsjahre mehr als 100.000 Einheiten verkauft. Seit 2003 und der Markteinführung der Bockflinte Blaser F3 ist die Marke auch unter Flinten-Sportschützen verbreitet. Die Blaser R8 ist der 2008 erfolgreich eingeführte Nachfolger der R93, die bis 2016 parallel produziert wurde.
Im Jahre 2011 produzierte Land Rover in Kooperation mit Blaser den Defender „Blaser Edition“, ein auf 60 Fahrzeuge limitiertes Sondermodell mit fest verbautem Waffentresor. Weiterhin etabliert sich Blaser auf dem Bereich der Jagdausstattung mit Angeboten wie beispielsweise dem Karbon Zielstock.
Seit 2017 stellt Blaser verschiedene Zielfernrohre und Ferngläser für die Jagd im Premium-Segment her.

## Modelle

### Jagdwaffen
Blaser stellt in industriellen Verfahren ausschließlich Gewehre her, vorwiegend Jagdwaffen, keine Traditionswaffen im Sinne von handwerklich gefertigten Jagdwaffen. Charakteristisch für Blaser ist die Handspannung, die es erlaubt, geladene Waffen mit entspanntem Schloss zu führen. Häufig zeichnen sich die Waffen durch eine hohe Modularität aus. So sind Läufe verschiedenster Kaliber sehr schnell vom Bediener selbst zu wechseln.
- Flinten
  - Blaser F3, Bockflinte
  - Blaser F16, Bockflinte

- Kipplaufwaffen und Kombinationen
  - Blaser 700/88, Bockbüchsflinte (Kugel- und Schrotlauf), Nachfolgemodell der Blaser ES 700
  - Blaser 750/88, Bergstutzen (zwei Kugelläufe verschiedener Kaliber)
  - Blaser B75, Bergstutzen
  - Blaser B95, Kombinierte Kipplaufwaffe in Ausführungen als Bockbüchsflinte, Bergstutzen oder Doppelbüchse (zwei Kugelläufe gleicher Kaliber)
  - Blaser B97, wie B95, nur mit zwei Schlossen (einmal spannen, zweimal schießen)
  - Blaser BD 14, Bockdrilling mit patentiertem Vertikalblockverschluss in verschiedenen Laufkombinationen. Markteinführung 2014[4]
  - Blaser BD 880, Bockdrilling
  - Blaser D99, Drilling in verschiedenen Laufkombinationen
  - Blaser ES 700, Bockbüchsflinte (Kugel- und Schrotlauf)
  - Blaser K95, Kipplaufbüchse mit einem Lauf
  - Blaser S2, Doppelbüchse (Kipplaufwaffe mit zwei nebeneinanderliegenden Kugelläufen)

- Repetierbüchsen
  - Blaser R8, Geradezugrepetierer (Büchse), Nachfolgemodell der R93, Markteinführung 2010
  - Blaser R93, bisher meistverkaufter Repetierer (Büchse) des Unternehmens, ausgeführt als Geradezugrepetierer, (Produktion 1993–2016)
  - Blaser SR 850, Repetierbüchse (Büchse)
  - Blaser SR 850/88, Repetierbüchse (Büchse), Nachfolgemodell der SR850
  - Blaser SR 830, Repetierbüchse (Büchse), Vorgängermodell der SR850

### Behörden- und Sportwaffen
- Blaser R93 Tactical, Präzisionsrepetierer für den Sport- und Behördenbereich (1993–1997)
- Blaser LRS 2, Präzisionsrepetierer für den Sport- und Behördenbereich (1997–2005)
- Blaser Tactical 2, Präzisionsrepetierer für den Sport- und Behördenbereich (2005-)
- Blaser F3, Bockflinte
- Blaser F16, Bockflinte